# Стюарт Тавнсенд
Стюарт Тавнсенд (англ. Stuart Townsend, нар. 15 грудня 1972, Гоут) — ірландський актор кіно і телебачення, кінорежисер, сценарист і продюсер.

## Життєпис
Стюарт Тавнсенд народився 15 грудня 1972 року в містечку Гоут, рибальському селі на півострові на північ від Дубліна, біля невеликого острова Айрлендс-Ай. Його батько, Пітер, був гравцем у гольф, а мати, Лорна, — одна з найвідоміших фотомоделей Ірландії 1970-х років.
Стюарт був єдиною дитиною в сім'ї. З дитинства він зацікавився кіно і проводив більшість часу в місцевому відео-складі. В юності Стюарт успішно прослухав два курси акторської школи в Дубліні.
Здобуваючи вищу освіту 1994 року, він і його друзі створили власну театральну групу, «Ефір до сніданку», і створили шоу, засноване на дитячому телешоу «Чарівний обхідний шлях».
Стюарт із заздрістю спостерігав, як його друзі отримують ролі у фільмах, багато з них в ірландській епопеї «Майкл Коллінз». Перша професійна роль Стюарта була в п'єсі «Правильні лінії» (True Lines) режисера Джона Кровлея. Сценарій змінювався постійно — в першій версії персонаж Стюарта був живим, у другій — він помер. П'єсу представили на Дублінському театральному фестивалі, з великим успіхом постановка йшла на сцені театру Буш у Лондоні. Тим часом Стюарт здобув цінний досвід у безлічі студентських фільмів, зокрема в короткометражному «Godsuit».
Першу велику роль він отримав у фільмі «Троянський Едді» Гілліса Маккіннона. Троянський Едді — прізвисько дрібного шахрая (персонажа Стівена Рі), який працює для великого боса (Річарда Гарріса) і перебуває повністю під його владою. Гарріс одружується на юній дівчині, але в день їхнього весілля вона залишає місто зі своїм таємним коханцем, племінником Гарріса.
Цей фільм став значним досягненням для Стюарта. Він забезпечив Стюарту послуги лондонського агента, який швидко знайшов йому роль у фільмі «Шахрайство» про вихованців дитячого будинку, які мріють створити величезний будинок для таких самих, як вони. Щоб заробити гроші, вони стають шахраями на перегонах, обманюючи тільки багатіїв.
У фільмі «Опинись у моїй шкірі», Саманта Мортон грала Айріс, дівчинку, яка, коли її мати вмирає, шукає розраду в сексі з незнайомцями. Зустрічаючи Тома (Стюарта), вона знову віддається неприборканому сексу в провулку і стає одержимою, втрачаючи почуття власної гідності в низці неприємних інцидентів. Вона віддаляється від друзів і знайомих, але повинна зупинити своє «падіння».
У фільмі «Воскреслий» Стюарт грає роль протестанта Віктора Келлі, який убиває католиків. Віктор Келлі приєднується до банди кілерів і, виявившись жорстокішим убивцею, ніж інші, стає ватажком. Прізвисько Віктора «Людина зі шрамом». 1998 року за цю роль Стюарт отримав премію «Fantafestival» у номінації «Кращий актор».
Далі Стюарт прийшов у фентезі-драму «Саймон Магус» Бена Гопкінса. Тут він зіграв молодого романтика Давида Бендела в довоєнній єврейській спільноті в Сілезії, який бажає придбати ділянку землі у сквайра (Рутгер Гауер), завдяки чому він зможе побудувати залізничну станцію і виручити жінку, яку він любить (Ембет Девідц). Саймон Магус — єврейський ізгой, який стверджує, що отримав повідомлення від диявола, як знак допомоги. Магус також бачить у цих пророцтвах залізничну лінію, використовувану для транспортування євреїв у концтабори.
Пізніше побачила світ «Чудова країна», створена Майклом Вінтерботтомом. Вона розповідала про трьох сестер у Південному Лондоні, які шукають любов, прихильність, будь-який вид людського зв'язку, який врятує їх від самотності. Одна з сестер зустрічається зі своїми чоловіками в перукарні. Інша, у виконанні Джини Маккі, дає особисті оголошення.
На роль Араґорна («Володар перснів: Повернення короля») спочатку запросили Стюарта Тавнсенда. Він репетирував і тренувався вже шість тижнів, коли Пітер Джексон раптово вирішив, що Араґорн має бути старшим. Тоді роль запропонували 41-річному Вігго Мортенсену.
2002 року зіграв головну роль у фільмі «Королева проклятих». Пізніше знімався у фільмах «Ліга видатних джентльменів» і «Еон Флакс», серіалах «Нічний мисливець» і «Робоцип».
Дебютував як режисер фільмом «Битва в Сієтлі» про антиглобалізаційні протести.
2010 року Тавнсенда затверджено на роль другого плану у фільмі Кеннета Брани «Тор», але пізніше він вибув із проєкту.
Від 2011 до 2012 року грав головну роль у телесеріалі «XIII». Потім знімався в серіалах «Зрада», «Елементарно», «Салем».

## Особисте життя
Від 2002 до 2010 року Стюарт жив зі своєю цивільною дружиною — акторкою Шарліз Терон.

## Нагороди та номінації
- 1998 — премія «Fantafestival» в категорії «Найкращий актор» («Воскреслий»)
- 2003 — номінація на премію «Irish Film and Television Awards» у категорії «Найкращий актор кіно»
- 2008 — номінація на премію «Irish Film and Television Awards» в категорії «Найкращий сценарій» («Битва в Сієтлі»)
- 2013 — премія «Gold Remi Award» «WorldFest Houston» у категорії «Найкращий актор» («XIII»)

## Фільмографія

### Актор
| Рік       |    | Українська назва                    | Оригінальна назва                     | Роль                                              |
| --------- | -- | ----------------------------------- | ------------------------------------- | ------------------------------------------------- |
| 1993      | кф |                                     | Godsuit                               | Джон Слеттері                                     |
| 1995      | кф | Літній час                          | Summertime                            | Ендрю                                             |
| 1996      | ф  | Троянський Едді                     | Trojan Eddie                          | Дермот                                            |
| 1997      | ф  | Шахрайство                          | Shooting Fish                         | Джез                                              |
| 1997      | ф  | Опинись у моїй шкірі                | Under the Skin                        | Том                                               |
| 1998      | ф  | Воскреслий                          | Resurrection Man                      | Віктор Келлі                                      |
| 1999      | ф  | Симон Волхв                         | Simon Magus                           | Давид Бендель                                     |
| 1999      | ф  | Чудова країна                       | Wonderland                            | Тім                                               |
| 1999      | ф  | Проєкт Венери                       | The Venice Project                    | Ларк                                              |
| 1999      | ф  | Ескорт                              | Mauvaise passe                        | Том                                               |
| 2000      | ф  | Про Адама                           | About Adam                            | Адам                                              |
| 2002      | ф  | Королева проклятих                  | Queen of the Damned                   | Лестат де Ліонкур                                 |
| 2002      | ф  | 24 години                           | Trapped                               | Вілльям                                           |
| 2003      | ф  | Спритні руки                        | Shade                                 | Вернон                                            |
| 2003      | ф  | Ліга видатних джентльменів          | The League of Extraordinary Gentlemen | Доріан Грей                                       |
| 2004      | ф  | Голова в хмарах                     | Head in the Clouds                    | Гай Меліон                                        |
| 2005      | с  | Вілл і Грейс                        | Will & Grace                          | кухар Едвард                                      |
| 2005      | ф  | Свідок на весіллі                   | The Best Man                          | Оллі Піккерінг                                    |
| 2005—2006 | с  | Нічний мисливець                    | Night Stalker                         | Карл Колчак                                       |
| 2005—2011 | с  | Робоцип                             | Robot Chicken                         | озвучення                                         |
| 2007      | ф  | Теорія хаосу                        | Chaos Theory                          | Бадді Ендроу                                      |
| 2009      | ф  | Меггі Гілл                          | Maggie Hill                           | Терренс Джеймс                                    |
| 2011—2012 | с  | XIII                                | XIII: The Series                      | «Тринадцятий» / Раян Флай / Джейсон Пітер Муллвей |
| 2011      | кф | 23 градуси, 5 мінут                 | 23 Degrees, 5 Minutes                 | Беббідж                                           |
| 2013      | ф  | Чужий у раю                         | A Stranger in Paradise                | Пол                                               |
| 2013—2014 | с  | Зрада                               | Betrayal                              | Джек Маккалістер                                  |
| 2015      | с  | Елементарно                         | Elementary                            | Дель Грюнер                                       |
| 2015      | с  | Салем                               | Salem                                 | доктор Самуель Вейнрайт                           |
| 2017      | с  | Закон і порядок: Спеціальний корпус | Law & Order: Special Victims Unit     | гість                                             |

### Режисер
- 2007 — Битва в Сієтлі / Battle in Seattle

### Сценарист
- 2007 — Битва в Сієтлі / Battle in Seattle

### Продюсер
- 2007 — Битва в Сієтлі / Battle in Seattle

## Примітка
1. ↑  Deutsche Nationalbibliothek Record #142105627 // Gemeinsame Normdatei — 2012—2016.
2. ↑  Filmportal.de — 2005.
3. ↑  Meet Aaliyah's last leading man
4. ↑  Lestat and Xena Heading to Salem! Stuart Townsend, Lucy Lawless, and More Sign Up for Season 2!
5. ↑  Stuart Townsend Calls Charlize Theron His Wife